# Lila Neugebauer
Lila Neugebauer (* 1985 in New York) ist eine US-amerikanische Theaterregisseurin, Autorin und künstlerische Leiterin.

## Leben
Lila Neugebauer wurde 1985 in New York geboren und wuchs auf der Upper West Side von Manhattan auf. Sie besuchte die elitäre Hunter High School. In der siebten Klasse stand sie dort in dem Musical 7 Minutes in Heaven erstmals auf der Bühne. Dieses wurde von ihrem Mitschüler Lin-Manuel Miranda geschrieben.
Später studierte sie Anglistik in Yale, wo sie bei ersten kleinen Theaterstücken Regie führte und sich mit der Schauspielerin und Dramatikerin Zoe Kazan anfreundete.
Neugebauer hat zwar keine formale Ausbildung in diesem Beruf, galt jedoch lange Zeit als eine der meistbeschäftigten Theaterregisseure in New York. Ihr Interesse gilt neuen amerikanischen Stücken. Besondere Anerkennung erhielt sie für ihre Regie bei der Wiederaufnahme von Kenneth Lonergans The Waverly Gallery am Broadway im Jahr 2018. Diese erhielt im darauffolgenden Jahr eine Tony-Award-Nominierung für die beste Wiederaufnahme eines Stücks. Zudem wurde Elaine May als beste Schauspielerin ausgezeichnet.
Im Jahr 2018 gab Neugebauer ihr Debüt als Fernsehregisseurin für eine Folge der HBO-Serie Room 104. Ihr Spielfilmdebüt als Regisseurin, das Filmdrama Causeway, feierte im September 2022 beim Toronto International Film Festival Premiere.

## Filmografie
- 2018: Room 104 (Fernsehserie, eine Folge)
- 2021–2022: The Sex Lives of College Girls  (Fernsehserie, drei Folgen)
- 2021: Maid  (Fernsehserie, eine Folge)
- 2022: Causeway